# Oslič
Oslič (znanstveno ime Merluccius merluccius) je morska riba iz družine osličev. 

## Opis
Oslič ima vretenasto telo z veliko glavo in velikimi usti, v katerih je veliko ostrih, zašiljenih in navznoter obrnjenih zob, ki nakazujejo plenilsko ribo. Samci so nekoliko vitkejši in daljši od samic.  
Telo osličev je prekrito z nežnimi luskami. Barva telesa variira in je odvisna od okolja, v katerem riba živi in od globine, na kateri se zadržuje. Barve hrbta so lahko od svetlo modre do sive z zlatim pridihom. Po bokih se barva preliva v srebrno, trebuh pa je lahko skoraj povsem bel. Notranjost ust je črna. Takoj po smrti začne oslič spreminjati barvo v sivo, po daljšem času pa postane povsem bled.
Največja zabeležena dolžina osliča je 140 cm, največja teža pa 15 kg. Oslič se hrani predvsem z manjšimi ribjimi vrstami, pa tudi z glavonožci in raki. Dočaka lahko starost do 20 let, spolno pa dozori v petem letu življenja. 

## Razširjenost in uporabnost
Oslič živi na globinah med  30 in 1075 m, čeprav je najpogostejši na globinah med 70 in 370 m. Razširjen je v Atlantiku  od Islandije in Norveške do obal Mavretanije ter po celem Sredozemskem morju, vključno z Jadranom.
Meso osliča je belo, sočno in okusno. Gospodarsko je pomembna riba, ki se prodaja cela, filirana ali filirana in panirana. Poleg cvrtja je najpogostejši način priprave osliča pečenje na žaru in kuhanje.